# Србија на Светском првенству у биатлону 2012.
Србија на Светском првенству у биатлону 2012. године у немачком граду Руполдингу, имала је 5 представника који су наступили у три дисциплине (спринт, појединачно и штафета), док се за преостале две (потера и масовни старт) нико од њих није квалификовао.

## Појединачни резултати
| Такмичар         | Дисциплина  | Резултати    | Резултати | Резултати | Резултати        |
| Такмичар         | Дисциплина  | Промашаји    | Време     | Заостатак | Пласман/учесника |
| ---------------- | ----------- | ------------ | --------- | --------- | ---------------- |
| Дејан Крсмановић | Спринт      | 4 (1+3)      | 31:36.6   | +7:18.0   | 127 / 136 (139)  |
| Миланко Петровић | Спринт      | 2 (1+1)      | 27:09.5   | +2:50.9   | 65 / 136 (139)   |
| Миланко Петровић | Појединачно | 11 (5+0+4+2) | 59:40.9   | +12:52.7  | 112 / 135 (139)  |
| Дамир Растић     | Спринт      | 5 (1+4)      | 30:02.5   | +5:43.9   | 110 / 136 (139)  |
| Дамир Растић     | Појединачно | 4 (1+2+1+0)  | 55:26.3   | +8:38.1   | 95 / 135 (139)   |
| Един Хоџић       | Спринт      | 2 (0+2)      | 31:05.9   | +6:47.3   | 124 / 136 (139)  |
| Един Хоџић       | Појединачно | 5 (0+3+1+1)  | 1:00:53.4 | +14:05.2  | 118 / 135 (139)  |
| Емир Хркаловић   | Појединачно | 7 (1+2+2+2)  | 1:03:34.7 | +16:46.5  | 128 / 135 (139)  |

## Екипни резултат
| Ст. бр.                | Репрезентација                                                         | Д. к./П (Л+С)                                      | П. т./П. р.            | Време                          | Заостатак                      | Пласман           |
| ---------------------- | ---------------------------------------------------------------------- | -------------------------------------------------- | ---------------------- | ------------------------------ | ------------------------------ | ----------------- |
| 25 25-1 25-2 25-3 25-4 | Србија · Миланко Петровић · Дамир Растић · Един Хоџић · Емир Хркаловић | 0/15 (7+8) 0/3 (2+1) 0/4 (1+3) 0/2 (1+1) 0/6 (3+3) | 22/22 24/22 27/25 -/25 | Круг 21:08.0 21:42.2 22:43.3 - | Круг +1:46.1 +3:51.7 +7:16.9 - | Круг 25 / 29 (29) |

Д. к. — додатних кругова; П — промашаја; Л — лежећи став; С — стојећи став; П. т. — пласман такмичара у својој измени; П. р. — пласман репрезентације после те измене;